# Copa del Món de Rugbi
La Copa del Món de Rugbi (més exactament Copa del Món de Rugby Union) és la competició internacional de seleccions més important del món en aquest esport, i es disputa cada quatre anys.

Es va disputar per primer cop a Austràlia i Nova Zelanda el 1987, 33 anys després que es disputés la primera Copa del Món de la Rugby League (Rugbi a tretze). 

El premi és el Trofeu William Webb Ellis - conegut a Austràlia com a "Bill" - en honor d'aquest alumne de la Rugby School, que segons la tradició va ser el primer que va agafar la pilota amb les mans per anar fins a l'altra porteria, tot jugant un partit del llavors rudimentari foot-ball, esdevenint aquest fet la llavor de l'actual esport del rugbi.

## Organització
La Copa del Món de Rugbi se celebra cada quatre anys des de 1987. L'elecció d'un primer any senar permet la competència o amb la Copa del Món de futbol o els Jocs Olímpics que tenen lloc en anys parells.
La Rugby World Cup Limited (RWC Ltd) supervisa l'organització de la Copa del Món en tots els seus aspectes: esportiu, de reglamentació, comercial i de negocis. És dirigida per cinc directors, elegits pel Consell de la IRB. L'elecció del país amfitrió es fa almenys quatre anys abans del final de curs del torneig per una votació secreta dels membres de l'IRB.
Des de la seva creació, totes les edicions es van celebrar en els països on el rugby XV és un esport popular i àmpliament practicat: la Nova Zelanda i Austràlia (1987), el Regne Unit (1991), la Sud-àfrica (1995), el País de Gal·les (1999), Austràlia (2003), França (2007) i en 2011, Nova Zelanda.
El torneig consta d'una primera fase amb sistema de lliga, i d'una segona fase amb eliminatòries a un sol partit.

## Edicions
| Ed. | Any  | Seu                                               | Final          | Final                                  | Final          | Partit pel tercer lloc | Partit pel tercer lloc                       | Partit pel tercer lloc | Núm. equips |
| Ed. | Any  | Seu                                               | Campió         | Resultat                               | Subcampió      | Tercer                 | Resultat                                     | Quart                  | Núm. equips |
| --- | ---- | ------------------------------------------------- | -------------- | -------------------------------------- | -------------- | ---------------------- | -------------------------------------------- | ---------------------- | ----------- |
| 1   | 1987 | Austràlia · Nova Zelanda                          | Nova Zelanda   | 29–9 Eden Park, Auckland               | França         | Gal·les                | 22–21 Rotorua International Stadium, Rotorua | Austràlia              | 16          |
| 2   | 1991 | Anglaterra · França · Irlanda · Escòcia · Gal·les | Austràlia      | 12–6 Estadi Twickenham, Londres        | Anglaterra     | Nova Zelanda           | 13–6 Cardiff Arms Park, Cardiff              | Escòcia                | 16          |
| 3   | 1995 | Sud-àfrica                                        | Sud-àfrica     | 15–12 (t.a.) Ellis Park, Johannesburg  | Nova Zelanda   | França                 | 19–9 Loftus Versfeld, Pretòria               | Anglaterra             | 16          |
| 4   | 1999 | Gal·les                                           | Austràlia      | 35–12 Millennium Stadium, Cardiff      | França         | Sud-àfrica             | 22–18 Millennium Stadium, Cardiff            | Nova Zelanda           | 20          |
| 5   | 2003 | Austràlia                                         | Anglaterra     | 20–17 (t.a.) Stadium Australia, Sydney | Austràlia      | Nova Zelanda           | 40–13 Stadium Australia, Sydney              | França                 | 20          |
| 6   | 2007 | France                                            | Sud-àfrica     | 15–6 Stade de France, Saint-Denis      | Anglaterra     | Argentina              | 34–10 Parc dels Prínceps, París              | França                 | 20          |
| 7   | 2011 | Nova Zelanda                                      | Nova Zelanda   | 8–7 Eden Park, Auckland                | França         | Austràlia              | 21–18 Eden Park, Auckland                    | Gal·les                | 20          |
| 8   | 2015 | Anglaterra                                        | Nova Zelanda   | 34–17 Estadi Twickenham, Londres       | Austràlia      | Sud-àfrica             | 24–13 Estadi de Londres, Londres             | Argentina              | 20          |
| 9   | 2019 | Japó                                              | Sud-àfrica     | 32–12 Estadi International, Yokohama   | Anglaterra     | Nova Zelanda           | 40–17 Estadi de Tòquio, Tòquio               | Gal·les                | 20          |
| 10  | 2023 | França                                            | Per determinar | Stade de France, Saint-Denis           | Per determinar | Per determinar         | Stade de France, Saint-Denis                 | Per determinar         | 20          |
| 11  | 2027 | Austràlia                                         | Per determinar | Per determinar                         | Per determinar | Per determinar         | Per determinar                               | Per determinar         | 20          |
| 12  | 2031 | Estats Units                                      | Per determinar | Per determinar                         | Per determinar | Per determinar         | Per determinar                               | Per determinar         | 20          |

## Història
L'origen de la competició es remunta al 1983, quan l'Australian Rugby Union i la New Zealand Rugby Football Union, cadascuna independent, van escriure a la International Rugby Board per tal que es creés un torneig mundial.
- El 1985 la IRB va donar el vistiplau a la primera edició, encarregant-los-hi als dos països l'organització conjunta del campionat durant els mesos de maig i juny de 1987.[1]

- Tot i que nominalment l'organització dels campionats de 1991 i 1999 van ser concedits a Anglaterra i Gal·les respectivament, es van disputar partits a la resta del Regne Unit, Irlanda i França.

- El campionat del 1995, organitzat i guanyat per Sud-àfrica, és probablement el més recordat. L'eclosió de Jonah Lomu com superestrella del rugbi, i la cerimònia d'entrega de premis del torneig hi tenen molt a veure.
En un dels moments més emocionants de la història de l'esport, el President Nelson Mandela, vestit amb la samarreta dels Springboks i amb una gorra de beisbol al cap, lliurà el trofeu al capità Afrikaner de l'equip, François Pienaar. La samarreta de Mandela duia el número 6 de Pienaar a l'esquena.
La cerimònia fou vista com un signe de reconciliació entre les dues comunitats de Sud-àfrica.

- El campionat del 2003 s'hauria d'haver organitzat conjuntament entre Austràlia i Nova Zelanda, però desavinences entre la IRB i els maoris sobre el patrocinador, la publicitat i les entrades, va fer que la competició se n'anés al país dels cangurs.

- El campionat del 2007 disputat a França, va ser guanyat per la selecció sud-africana.

- El torneig del 2011 es disputà a Nova Zelanda, que en fou la campiona.

- El Copa del món de rugbi del 2015 es disputat a Anglaterra i Gal·les, i guanyat per Nova Zelanda.

- 2019 : al Japó.

## Estadístiques i anotacions a la Copa del Món

### Domini en títols de l'hemisferi sud

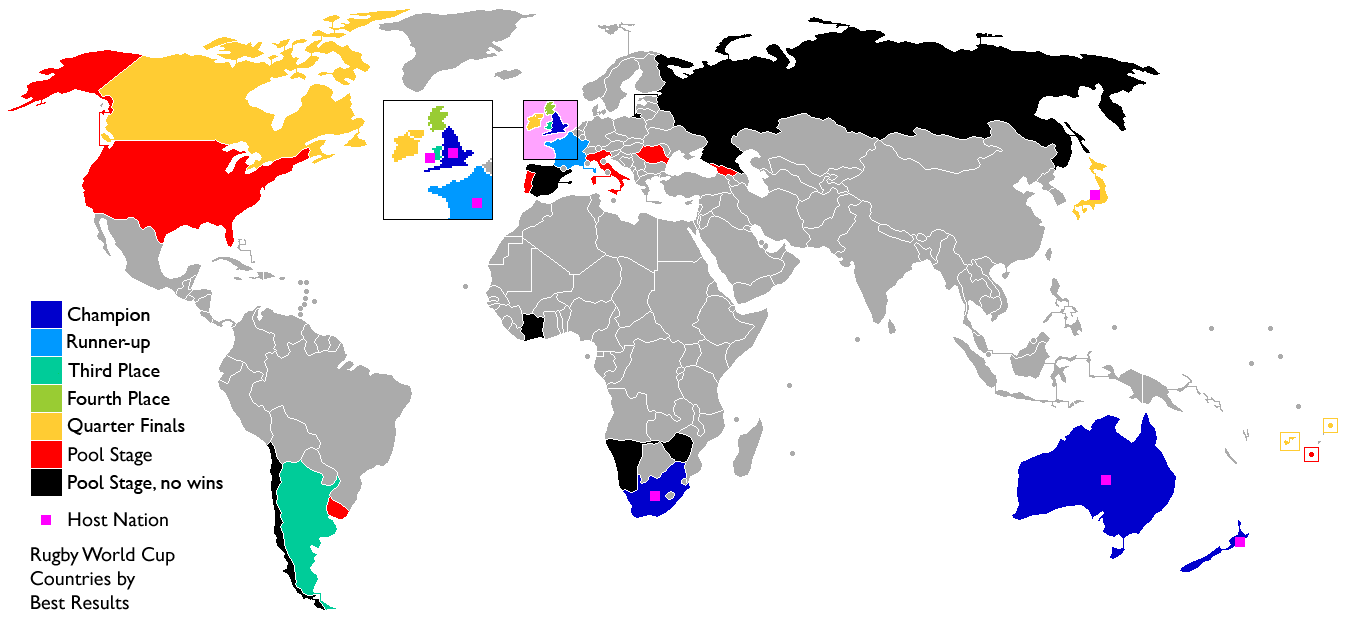
Mapa dels millors resultats dels combinats estatals/nacionals, excloent els equips que van participar sense èxit a les fases de classificació.

En total 24 combinats han participat en la copa del món (descomptant les fases de classificació). Dels nou tornejos disputats, tots menys un ha estat guanyat per equips de l'hemisferi sud. Les quatre primeres edicions van ser "pel Sud", i només a l'edició de l'any 2003, el combinat d'Anglaterra va vèncer Austràlia a la final. En tots els casos, l'equip campió té l'anglès com a principal llengua vehicular de la cultura.
Malgrat aquest domini austral, només hi ha hagut dues finals disputades per dos equips de l'hemisferi sud: la de l'any 1995 entre Sud-àfrica i Nova Zelanda i la de l'any 2015 entre Nova Zelanda i Austràlia. Anglaterra (1991, 2003, 2007 i 2019) i França (1987, 1999 i 2011) han acompanyat a un equip del sud a la resta de finals. Addicionalment si miren l'històric de les finals de consolació (3r i 4t lloc), els guarismes són molt semblants per a tots dos hemisferis.
Dels 24 equips que han participat en almenys alguna edició de la copa del món, 10 d'ells han participat en totes les edicions.

### Rànquing per equips
| Pos. | Selecció     | Campió                | Segon                 | Tercer                | Quart           |
| ---- | ------------ | --------------------- | --------------------- | --------------------- | --------------- |
| 1r   | Nova Zelanda | 3 (1987, 2011 i 2015) | 1 (1995)              | 3 (1991, 2003 i 2019) | 1 (1999)        |
| 2n   | Sud-àfrica   | 3 (1995, 2007 i 2019) | —                     | 2 (1999 i 2015)       | —               |
| 3r   | Austràlia    | 2 (1991 i 1999)       | 2 (2003 i 2015)       | 1 (2011)              | 1 (1987)        |
| 4t   | Anglaterra   | 1 (2003)              | 3 (1991, 2007 i 2019) | —                     | 1 (1995)        |
| 5è   | França       | —                     | 3 (1987, 1999 i 2011) | 1 (1995)              | 2 (2003 i 2007) |
| 6è   | Gal·les      | —                     | —                     | 1 (1987)              | 2 (2011 i 2019) |
| 7è   | Argentina    | —                     | —                     | 1 (2007)              | 1 (2015)        |
| 8è   | Escòcia      | —                     | —                     | —                     | 1 (1991)        |

### Altres estadístiques en el global campionats
Major anotadors en el global de campionats
- Gavin Hastings, Escòcia: 227 punts. Període 1987-95
- Michael Lynagh, Austràlia: 195 punts. Període 1987-95
- Grant Fox, Nova Zelanda: 170 punts. Període 1987-91
- Andrew Mehrtens, Nova Zelanda: 163 punts. Període 1995-99

Majors anotadors en un campionat
- Grant Fox, Nova Zelanda: 126 punts. Any 1987
- Jonny Wilkinson, Anglaterra: 113 punts. Any 2003
- Thierry Lacroix, França: 112 punts. Any 1995
- Percy Montgomery, Sud-àfrica: 105 punts. Any 2007
- Gavin Hastings, Escòcia: 104 punts. Any 1995
- Frédéric Michalak, França: 103 punts. Any 2003
- Gonzalo Quesada, Argentina: 102 punts. Any 1999
- Matt Burke, Austràlia: 101 punts. Any 1999

Major anotació d'un equip en un partit
- 145 punts. Nova Zelanda al Japó, 1995
- 142 punts. Austràlia a Namíbia, 2003
- 111 punts. Anglaterra a Uruguai, 2003
- 108 punts. Nova Zelanda a Portugal, 2007
- 101 punts. Nova Zelanda a Itàlia, 1999
- 101 punts. Anglaterra a Tonga, 1999
- 89 punts. Escòcia a Costa d'Ivori, 1995
- 74 punts. Nova Zelanda a Fiji, 1987
- 72 punts. Canadà a Namíbia, 1999

Marge de punts més ample en un partits
- 142 punts. Austràlia 142-0 Namíbia, 2003
- 128 punts. Nova Zelanda 145-17 Japó, 1995
- 98 punts. Nova Zelanda 101-3 Itàlia, 1999
- 98 punts. Anglaterra 111-13 Uruguai, 2003
- 95 punts. Nova Zelanda 108-13 Portugal, 2007
- 91 punts. Anglaterra 101-10 Tonga, 1999
- 89 punts. Escòcia 89-0 Costa d'Ivori, 1995

Majors anotadors en un partit
- Simon Culhane, 45 punts. Nova Zelanda vs Japó, 1995
- Gavin Hastings, 44 punts. Escòcia vs Costa d'Ivori 1995
- Mat Rogers, 42 punts. Austràlia vs Namíbia 2003
- Tony Brown, 36 punts. Nova Zelanda vs Itàlia 1999
- Paul Grayson, 36 punts. Anglaterra vs Tonga 1999
- Jannie de Beer, 34 punts. Sud-àfrica vs Anglaterra 1999
- Jonny Wilkinson, 32 punts. Anglaterra vs Itàlia 1999

Major nombre d'assajos en el global de campionats
- Jonah Lomu, Nova Zelanda. 15 assajos, 1995-99
- Rory Underwood, Anglaterra. 11 assajos, 1987-95
- David Campese, Austràlia. 10 assajos, 1987-95

Major nombre d'assajos en un campionat
- Jonah Lomu, Nova Zelanda. 8 assajos, 1999
- Marc Ellis, Nova Zelanda. 7 assajos, 1995
- Jonah Lomu, Nova Zelanda. 7 assajos, 1995
- Josh Adams, Gal·les. 7 assajos, 2019

Major nombre d'assajos d'un equip en un partit 
- 22 assajos. Australia vs Namíbia, 2003
- 21 assajos. Nova Zelanda vs Japó, 1995
- 14 assajos. Nova Zelanda vs Itàlia, 1999
- 13 assajos. Anglaterra vs Tonga, 1999
- 13 assajos. Escòcia vs Costa d'Ivori, 1995
- 13 assajos. França vs Zimbàbue, 1987

Major nombre d'assajos d'un jugador en un partit
- 6 assajos. Marc Ellis, Nova Zelanda vs Japó, 1995
- 5 assajos. Chris Latham, Austràlia vs Namíbia, 2003
- 4 assajos. Keith Wood, Irlanda vs Estats Units d'Amèrica, 1999
- 4 assajos. Gavin Hastings, Escòcia vs Costa d'Ivori, 1995
- 4 assajos. Chester Williams, Sud-àfrica vs Samoa Occidental, 1995
- 4 assajos. Jonah Lomu, Nova Zelanda vs Anglaterra, 1995
- 4 assajos. Brian Robinson, Irlanda vs Zimbàbue, 1991
- 4 assajos. Ieaun Evans, Gal·les vs Canadà, 1987
- 4 assajos. Craig Green, Nova Zelanda vs Fiji, 1987
- 4 assajos. John Gallagher, Nova Zelanda vs Fiji, 1987

Major nombre de partits disputats
- 17 partits. Sean Fitzpatrick, Nova Zelanda, 1987-1995

Major nombre de transformacions en un partit
- 20 transformacions. Simon Culhane, Nova Zelanda vs Japó, 1995

Major nombre de cops de càstig transformats en un partit
- 8, Matt Burke, Austràlia vs Sud-àfrica, 1999
- 8, Gonzalo Quesada, Argentina vs Samoa, 1999
- 8, Gavin Hastings, Escòcia vs Tonga, 1995
- 8, Thierry Lacroix, França vs Irlanda, 1995)

Major nombre de cops de càstig transformats en un campionat
- 31, Gonzalo Quesada, Argentina, 1999

Major nombre de drops en un partit
- 5, Jannie de Beer, Sud-àfrica vs Anglaterra, 1999

### Estadístiques d'anotació per campionats
1987
- Màxims anotadors
  - 126 - Jonathan Webb, Anglaterra
  - 82 - Michael Lynagh, Austràlia
  - 62 - Gavin Hastings, Escòcia
  - 53 - Didier Camberabero, França
  - 43 - Jon Webb, Anglaterra
- Major nombre d'assajos
  - 6 - Craig Green i John Kirwan, tots dos de Nova Zelanda.
  - 5 - Mike Harrison, Anglaterra; John Gallagher, David Kirk i Allan Whetton, tots tres de Nova Zelanda.

1991
- Màxims anotadors
  - 68 - Ralph Keyes, Irlanda
  - 66 - Michael Lynagh, Austràlia
  - 61 - Gavin Hastings, Escòcia
  - 56 - Jon Webb, Anglaterra
  - 44 - Jon Webb, Anglaterra
- Major nombre d'assajos
  - 6 - David Campese, Austràlia
  - 4 - Tim Horan, Austràlia; Brian Robinson, Irlanda; Ivan Tukalo, Escòcia; Rory Underwood, Anglaterra.

1995
- Màxims anotadors
  - 112 - Thierry Lacroix, França
  - 104 - Gavin Hastings, Escòcia
  - 84 - Andrew Mehrtens, Nova Zelanda
  - 79 - Rob Andrew, Anglaterra
  - 66 - Joel Stransky, Sud-àfrica
- Major nombre d'assajos
  - 7 - Jonah Lomu i Mark Ellis, tots dos de Nova Zelanda.
  - 5 - Gavin Hastings, Escòcia; Rory Underwood, Anglaterra.
  - 4 - Thierry Lacroix, França; Chester Williams i Adriaan Richter, tots dos de Sud-àfrica.

1999
- Màxims anotadors
  - 102 - Gonzalo Quesada, Argentina
  - 101 - Matt Burke, Australia
  - 97 - Jannie de Beer, Sud-àfrica
  - 79 - Andrew Mehrtens, Nova Zelanda
  - 69 - Jonny Wilkinson, Anglaterra
- Major nombre d'assajos
  - 8 - Jonah Lomu, Nova Zelanda
  - 6 - Jeff Wilson, Nova Zelanda
  - 4 - Keith Wood, Ireland; Dan Luger, Anglaterra; Viliame Satala, Fiji; Philippe Bernat-Salles, França